# Landkreis Überlingen
Der Landkreis Überlingen war ein Landkreis in Baden-Württemberg, der im Zuge der Kreisreform am 1. Januar 1973 aufgelöst wurde.

## Geographie

### Lage
Der Landkreis Überlingen lag im Süden Baden-Württembergs.
Geographisch hatte der Landkreis Überlingen Anteil am Hegau und am Linzgau. Die Kreisstadt Überlingen lag im Südwesten des Kreisgebiets am Bodensee.

### Nachbarkreise
Seine Nachbarkreise waren 1972 im Uhrzeigersinn im Westen beginnend die Landkreise Stockach, Sigmaringen, Ravensburg und Tettnang. Im Süden bildete der Bodensee seine natürliche Grenze.

## Geschichte

### Bezirksamt Überlingen
Die Stadt Überlingen war bis 1803 eine freie Reichsstadt und fiel dann durch den Reichsdeputationshauptschluss an das von 1803 bis 1806 bestehende Kurfürstentum Baden, aus dem 1806 das Großherzogtum Baden wurde. 1807 bestand in der badischen Provinz des Oberrheins das Obervogteiamt Überlingen, das die Stadt und mehrere Dörfer in der Umgebung umfasste und in ein Stadt- und ein Landamt untergliedert war. Durch das Organisationsrescript vom 26. November 1809 wurden Stadt- und Landamt vereinigt und das Amt Überlingen dem neuen Seekreis zugeordnet. In den Folgejahren wurde die Abgrenzung des Amts mehrfach geändert.
1843 gab das Bezirksamt Salem den Ort Owingen an das Bezirksamt Überlingen ab und 1850 erhielt das Bezirksamt Salem die Gemeinde Rickenbach vom Bezirksamt Überlingen. Am 1. August 1857 wurden die Bezirksämter Meersburg sowie Salem aufgelöst und in das Bezirksamt Überlingen eingegliedert. Seit 1864 gehörte das Bezirksamt Überlingen zum Kreis Konstanz im Landeskommissärbezirk Konstanz.
Am 1. April 1883 wechselte die Gemeinde Mahlspüren im Tal vom Bezirksamt Überlingen zum Bezirksamt Stockach. Am 1. Oktober 1936 wurde das Bezirksamt Überlingen um sämtliche Gemeinden des aufgelösten Bezirksamts Pfullendorf vergrößert.

### Landkreis Überlingen
Seit dem 1. Januar 1939 hieß das Bezirksamt Überlingen Landkreis Überlingen. Nach der Bildung des Landes Baden-Württemberg 1952 gehörte der Landkreis zum Regierungsbezirk Südbaden. Im Vorfeld der Kreisreform bzw. der Gemeindereform ab 1971 veränderte sich das Kreisgebiet in fünf Fällen: Am 1. Januar 1969 wurde die Gemeinde Adelsreute dem Landkreis Ravensburg zugeordnet, wo sie fünf Jahre später am 1. Oktober 1974 der Stadt Ravensburg eingegliedert wurde. Gleichzeitig wechselte am 1. Januar 1969 die Gemeinde Gaisweiler vom Landkreis Sigmaringen in den Landkreis Überlingen. Am 1. Dezember 1971 vereinigte sich die Gemeinde Raderach und am 1. April 1972 die Gemeinde Kluftern mit der Stadt Friedrichshafen, Landkreis Tettnang, beide Gemeinden verließen somit den Landkreis Überlingen. Am 1. Dezember 1971 wurde die Gemeinde Wangen in die Gemeinde Ostrach, Landkreis Sigmaringen, eingegliedert und verließ somit ebenfalls den Landkreis Überlingen.
Mit Wirkung vom 1. Januar 1973 wurde der Landkreis Überlingen aufgelöst. Seine Gemeinden gingen überwiegend im neuen Bodenseekreis auf, der damit Rechtsnachfolger des Landkreises Überlingen wurde. Die Gemeinden im nördlichen Kreisgebiet wurden dem vergrößerten Landkreis Sigmaringen angegliedert. Alle Gemeinden des ehemaligen Landkreises Überlingen gehören seitdem zum Regierungsbezirk Tübingen.

### Einwohnerentwicklung
| Datum | Einwohner | Quelle |
| ----- | --------- | ------ |
| 1814  | 09.733    | [ 14 ] |
| 1823  | 07.247    | [ 15 ] |
| 1834  | 07.531    | [ 16 ] |
| 1852  | 08.532    | [ 17 ] |
| 1871  | 25.584    | [ 18 ] |
| 1890  | 26.291    | [ 19 ] |

| Datum              | Einwohner | Quelle |
| ------------------ | --------- | ------ |
| 1910               | 27.891    | [ 20 ] |
| 1925               | 29.575    | [ 21 ] |
| 17. Mai 1939       | 43.102    | [ 22 ] |
| 13. September 1950 | 50.839    | [ 22 ] |
| 6. Juni 1961       | 58.595    | [ 22 ] |
| 27. Mai 1970       | 73.202    | [ 22 ] |

Das Bezirksamt Überlingen wurde 1857 und 1936 deutlich vergrößert.

## Politik

### Landrat
Die Oberamtmänner bzw. Landräte des Bezirksamts bzw. Landkreises Überlingen 1803–1972:
- 1803–1807: Josef Edler von Chrismar
- 1807–1820: Johann Baptist Ehren
- 1820–1825: Philipp Josef Hager
- 1825–1830: Marquard von Chrismar
- 1830–1839: Konrad Böttlin
- 1839–1843: Josef Bleibimhaus
- 1843–1849: Hermann Faber
- 1849–1862: Mathias Martin
- 1862–1864: Hermann Winnefeld
- 1864–1874: Otto Scherer
- 1874–1877: Rudolf Rüdt von Collenberg-Eberstadt
- 1877–1880: Heinrich Pfister
- 1880–1890: Ludwig Salzer
- 1890–1893: Wilhelm Haape
- 1893–1900: Wilhelm Groos
- 1900–1908: Otto von Senger
- 1908–1930: Hermann Levinger
- 1931–1934: Kurt Sander
- 1934–1945: Rudolf Maier
- 1945–1948: Franz Illner
- 1948–1949: Herbert Hassencamp-Fischer (Amtsverweser)
- 1949–1955: Georg Beck
- 1956–1972: Karl Schiess

### Wappen
Das Wappen des Landkreises Überlingen zeigte in einem von Silber und Blau schräg geteilten Schild oben einen schwarzen Stufenschrägbalken, unten einen schräg abwärts gelegten silbernen Fisch. Das Wappen wurde vom Innenministerium Baden-Württemberg am 16. Oktober 1958 verliehen.
Der Schrägbalken symbolisiert die „Heiligenberger Stiege“, das Wappen der Grafen von Heiligenberg, die den Linzgau, der sich im Wesentlichen mit dem Kreisgebiet deckt, beherrschten. Sie wurden von den Grafen von Werdenberg und diese wiederum von den Fürsten von Fürstenberg beerbt. Der Fisch symbolisiert den Bodensee und steht für den einst bedeutenden Fischfang in der Region.

## Wirtschaft und Infrastruktur

### Verkehr
Durch das Kreisgebiet führte keine Bundesautobahn. Daher wurde der Kreis durch die Bundesstraße 31 und durch mehrere Kreisstraßen erschlossen.

## Gemeinden
Zum Landkreis Überlingen gehörten ab 1939 zunächst 66 Gemeinden, davon vier Städte.
Am 7. März 1968 stellte der Landtag von Baden-Württemberg die Weichen für eine Gemeindereform. Mit dem Gesetz zur Stärkung der Verwaltungskraft kleinerer Gemeinden war es möglich, dass sich kleinere Gemeinden freiwillig zu größeren Gemeinden vereinigen konnten. Den Anfang im Landkreis Überlingen machte am 1. Juli 1971 die Gemeinde Bambergen, die sich mit der Stadt Überlingen vereinigte. In der Folgezeit reduzierte sich die Zahl der Gemeinden stetig, bis der Landkreis Überlingen schließlich am 1. Januar 1973 aufgelöst wurde.
Die größte Gemeinde des Landkreises war die Kreisstadt Überlingen. Die kleinsten Gemeinden waren Roggenbeuren (im Jahr 1961) und das erst im Jahr 1969 umgegliederte Gaisweiler (im Jahr 1970).
In der Tabelle stehen die Gemeinden des Landkreises Überlingen vor der Gemeindereform. Die Einwohnerangaben beziehen sich auf die Volkszählungsergebnisse in den Jahren 1961 und 1970.
| frühere Gemeinde   | heutige Gemeinde       | heutiger Landkreis | Einwohner am 6. Juni 1961 | Einwohner am 27. Mai 1970 |
| ------------------ | ---------------------- | ------------------ | ------------------------- | ------------------------- |
| Aach-Linz          | Pfullendorf            | Sigmaringen        | 815                       | 865                       |
| Adelsreute1        | Ravensburg             | Ravensburg         | 151                       | 130                       |
| Ahausen            | Bermatingen            | Bodenseekreis      | 454                       | 531                       |
| Altheim            | Frickingen             | Bodenseekreis      | 591                       | 652                       |
| Baitenhausen       | Meersburg              | Bodenseekreis      | 174                       | 157                       |
| Bambergen          | Überlingen             | Bodenseekreis      | 224                       | 309                       |
| Bermatingen        | Bermatingen            | Bodenseekreis      | 1.335                     | 2.009                     |
| Beuren             | Salem                  | Bodenseekreis      | 665                       | 756                       |
| Billafingen        | Owingen                | Bodenseekreis      | 360                       | 401                       |
| Bonndorf           | Überlingen             | Bodenseekreis      | 354                       | 348                       |
| Buggensegel        | Salem                  | Bodenseekreis      | 210                       | 224                       |
| Burgweiler         | Ostrach                | Sigmaringen        | 714                       | 731                       |
| Daisendorf         | Daisendorf             | Bodenseekreis      | 302                       | 554                       |
| Deggenhausen       | Deggenhausertal        | Bodenseekreis      | 501                       | 649                       |
| Deisendorf         | Überlingen             | Bodenseekreis      | 314                       | 464                       |
| Denkingen          | Pfullendorf            | Sigmaringen        | 539                       | 619                       |
| Frickingen         | Frickingen             | Bodenseekreis      | 999                       | 1.210                     |
| Gaisweiler2        | Pfullendorf            | Sigmaringen        | 104                       | 106                       |
| Grasbeuren         | Salem                  | Bodenseekreis      | 158                       | 240                       |
| Großschönach       | Herdwangen-Schönach    | Sigmaringen        | 782                       | 665                       |
| Großstadelhofen    | Pfullendorf            | Sigmaringen        | 316                       | 327                       |
| Hagnau am Bodensee | Hagnau am Bodensee     | Bodenseekreis      | 1.031                     | 1.129                     |
| Hattenweiler       | Heiligenberg           | Bodenseekreis      | 424                       | 373                       |
| Heiligenberg       | Heiligenberg           | Bodenseekreis      | 1.018                     | 1.108                     |
| Herdwangen         | Herdwangen-Schönach    | Sigmaringen        | 782                       | 819                       |
| Hödingen           | Überlingen             | Bodenseekreis      | 497                       | 500                       |
| Hohenbodman        | Owingen                | Bodenseekreis      | 195                       | 230                       |
| Homberg            | Deggenhausertal        | Bodenseekreis      | 652                       | 667                       |
| Illmensee          | Illmensee              | Sigmaringen        | 386                       | 476                       |
| Illwangen          | Illmensee              | Sigmaringen        | 414                       | 438                       |
| Immenstaad         | Immenstaad am Bodensee | Bodenseekreis      | 1.912                     | 2.773                     |
| Ittendorf          | Markdorf               | Bodenseekreis      | 479                       | 510                       |
| Kippenhausen       | Immenstaad am Bodensee | Bodenseekreis      | 227                       | 333                       |
| Kluftern           | Friedrichshafen        | Bodenseekreis      | 1.234                     | 1.680                     |
| Leustetten         | Frickingen             | Bodenseekreis      | 269                       | 269                       |
| Lippertsreute      | Überlingen             | Bodenseekreis      | 474                       | 594                       |
| Markdorf, Stadt    | Markdorf               | Bodenseekreis      | 4.750                     | 6.495                     |
| Meersburg, Stadt   | Meersburg              | Bodenseekreis      | 3.298                     | 4.067                     |
| Mimmenhausen       | Salem                  | Bodenseekreis      | 1.222                     | 1.584                     |
| Mittelstenweiler   | Salem                  | Bodenseekreis      | 203                       | 314                       |
| Mühlhofen          | Uhldingen-Mühlhofen    | Bodenseekreis      | 1.053                     | 1.422                     |
| Nesselwangen       | Überlingen             | Bodenseekreis      | 274                       | 297                       |
| Neufrach           | Salem                  | Bodenseekreis      | 1.074                     | 1.271                     |
| Nußdorf            | Überlingen             | Bodenseekreis      | 730                       | 1.043                     |
| Oberstenweiler     | Salem                  | Bodenseekreis      | 144                       | 171                       |
| Oberuhldingen      | Uhldingen-Mühlhofen    | Bodenseekreis      | 1.268                     | 1.951                     |
| Owingen            | Owingen                | Bodenseekreis      | 897                       | 1.378                     |
| Pfullendorf, Stadt | Pfullendorf            | Sigmaringen        | 4.773                     | 6.239                     |
| Raderach           | Friedrichshafen        | Bodenseekreis      | 153                       | 199                       |
| Rickenbach         | Salem                  | Bodenseekreis      | 202                       | 175                       |
| Riedheim           | Markdorf               | Bodenseekreis      | 921                       | 1.138                     |
| Roggenbeuren       | Deggenhausertal        | Bodenseekreis      | 140                       | 140                       |
| Ruschweiler        | Illmensee              | Sigmaringen        | 354                       | 392                       |
| Salem              | Salem                  | Bodenseekreis      | 968                       | 1.000                     |
| Sipplingen         | Sipplingen             | Bodenseekreis      | 1.279                     | 1.805                     |
| Stetten            | Stetten                | Bodenseekreis      | 384                       | 812                       |
| Taisersdorf        | Owingen                | Bodenseekreis      | 209                       | 224                       |
| Tüfingen           | Salem                  | Bodenseekreis      | 232                       | 268                       |
| Überlingen, Stadt  | Überlingen             | Bodenseekreis      | 10.501                    | 12.794                    |
| Untersiggingen     | Deggenhausertal        | Bodenseekreis      | 449                       | 516                       |
| Unteruhldingen     | Uhldingen-Mühlhofen    | Bodenseekreis      | 873                       | 1.166                     |
| Urnau              | Deggenhausertal        | Bodenseekreis      | 282                       | 297                       |
| Wangen3            | Ostrach                | Sigmaringen        | 156                       | 165                       |
| Weildorf           | Salem                  | Bodenseekreis      | 442                       | 560                       |
| Wintersulgen       | Heiligenberg           | Bodenseekreis      | 870                       | 874                       |
| Wittenhofen        | Deggenhausertal        | Bodenseekreis      | 744                       | 662                       |
| Zell am Andelsbach | Pfullendorf            | Sigmaringen        | 196                       | 232                       |

Fußnoten:
1 Adelsreute war eine badische Exklave des Landkreises Überlingen, die am 1. Januar 1969 in den Landkreis Ravensburg umgegliedert wurde.

2 Gaisweiler war eine hohenzollerische Exklave des Landkreises Sigmaringen, die am 1. Januar 1969 in den Landkreis Überlingen umgegliedert wurde.

3 Wangen war eine badische Exklave des Landkreises Überlingen, die am 1. Januar 1969 in den Landkreis Sigmaringen umgegliedert wurde.

## Kfz-Kennzeichen
Am 1. Juli 1956 wurde dem Landkreis bei der Einführung der bis heute gültigen Kfz-Kennzeichen das Unterscheidungszeichen ÜB zugewiesen. Es wurde bis zum 31. Dezember 1972 ausgegeben.
Am 16. Oktober 2019 stimmte der Kreistag des Bodenseekreises im vierten Anlauf einer Wiedereinführung der Altkennzeichen ÜB und TT (Tettnang) zu, wenig später auch der Landkreis Ravensburg. Seit dem 3. Februar 2020 wird ÜB im Bodenseekreis ausgegeben, ab dem 22. Juli 2020 auch im Landkreis Ravensburg. Der Landkreis Sigmaringen zog als letzter berechtigter Landkreis mit dem Ausgabestart von ÜB am 1. März 2021 nach. Damit ist in allen Gemeinden, die dem Altkreis Überlingen angehörten, das ÜB wieder erhältlich.